# 만덕
만덕(萬德, ?~?)은 신라의 무용가이다.

## 생애
대사(大舍) 벼슬에 있다가 552년 진흥왕의 명을 받고 법지와 함께 우륵에게 배웠는데, 만덕은 춤을 배워 계고, 법지와 함께 어전에서 연주하여 찬사를 받았다.

## 참고 자료
- 이 문서에는 다음커뮤니케이션(현 카카오)에서 GFDL 또는 CC-SA 라이선스로 배포한 글로벌 세계대백과사전의 내용을 기초로 작성된 글이 포함되어 있습니다.